# Leptospermum fastigiatum
Leptospermum fastigiatum là một loài thực vật có hoa trong Họ Đào kim nương. Loài này được S.Moore mô tả khoa học đầu tiên năm 1920.